# 3Cat-2
³Cat-2 (произносится “Кубкат-два”) — 6-юнитный спутниковый приёмник формата Кубсат, предназначенный для наблюдения за Землёй. Второй спутник в серии Кубсат и второй спутник, разработанный в лаборатории NanoSat политехнического университета Каталонии. На этом космическом аппарате основным прибором является новый двухдиапазонный рефлектометр GNSS с двойной поляризацией PYCARO (альтиметр, использующий GPS для измерения высоты), разработанный и построенный в той же лаборатории, совместно с лабораторией Remote Sensing. На спутнике также установлен экспериментальный звёздный датчик Mirabilis для проведения экспериментов ориентации по звёздам, а также магнетометр AMR eLISA разработанный и построенный IEEC для будущей миссии ЕКА под названием LISA.

## Запуск
Запуск был произведён 16 августа 2016 в 01:40 по пекинскому времени (15 августа 2016 в 20:40 мск) с космодрома Цзюцюань в пустыне Гоби (северо-западная провинция Ганьсу) с помощью ракеты-носителя «Чанчжэн-2D». В ходе данной миссии также были запущены ещё два спутника: разработанный Академией наук Китая спутник для научных экспериментов с разреженной атмосферой «LiXing-1» (LX-1), а также китайский, первый квантовый спутник в мире «Мо-Цзы». Спонсором запуска спутника являются компании FP-7 и European GNSS-R Environment Monitoring (E-GEM).